# Al-Malikiyah
Al-Malikiyah (arabă المالكية) este un oraș din Siria. Poartă numele ofițerului sirian Adnan al-Malki.